# CRY NO MORE
《CRY NO MORE》，日本女歌手中島美嘉的第17張單曲。2006年2月22日發行。

## 概述
- 精選專輯「BEST 最嘉精選」的首張作品，2006年第1張單曲。
- 標題曲嘗試回歸音樂原點[1]、挑戰藍調曲風，並自「火鳥」後再次成為動畫歌曲。
- 樂曲的PV遠赴美國田納西州孟菲斯市拍攝。而本作亦為受颶風卡特里娜的地方進行復興支援，並獲得當地榮譽市民的名譽。次作「ALL HANDS TOGETHER」亦繼續把收入部分捐出進行復興支援用途。
- 初回生產版附特殊彩色印刷CD、「血戰」的特製貼紙一張。

## 收錄曲
1. CRY NO MORE
  - 作詞：康珍化／作曲：Lensei／編曲：河野伸
  - 毎日放送・TBS動畫「血戰」片尾曲
2. BLACK & BLUE
  - 作詞：中島美嘉、Lori Fine／作曲：Lori Fine／編曲：河野伸
  - Kanebo化妝品「KATE」廣告歌
3. CRY NO MORE（Instrumental）
4. BLACK & BLUE（Instrumental）